# WGS 84
WGS 84 je različica koordinatnega sistema (angleško World Geodetic System, Svetovni geodetski sistem) iz leta 1984. Določa globalni referenčni okvir za Zemljo, uporaben za geodezijo in navigacijo in bo uporaben do leta 2010.